# Richard Murunga
Richard Murunga (Amagoro, 1952. december 22. – Nairobi, 2018. október 26.) olimpiai bronzérmes kenyai ökölvívó.

## Pályafutása
Az 1972-es müncheni olimpián váltósúlyban bronzérmet szerzett. Az elődöntőben a későbbi ezüstérmes Kajdi Jánostól kapott ki.

## Sikerei, díjai
- Olimpiai játékok
  - bronzérmes: 1972, München